# Ramona Fossas Románs
Ramona Fossas Románs (11. listopadu 1881, Ripoll – 27. července 1936, Barcelona) byla španělská římskokatolická řeholnice kongregace Sester dominikánek od Zvěstování Panny Marie a mučednice. Katolická církev jí uctívá jako blahoslavenou.

## Život
Narodila se 11. listopadu 1881 v Ripollu v provincii Girona. Navštěvovala školu, kterou vedly Sestry karmelitky lásky od Vedruny a když jí bylo devatenáct let, zemřel jí otec a ona odešla, aby pomohla své rodině pracovat do oděvní dílny. Ráda pomáhala a byla společenská.
Rozhodla se pro řeholní život a roku 1903 vstoupila k Sestrám dominikánkám od Zvěstování Panny Marie ve Vicu. Dvacet let se věnovala výuce v různých školách: Vic, Villanueva de Castellón, San Vicente de Castellet, Castillo del Remei, Girona a Pineda de Mar. Poté byla tři roky představenou v Canet de Mar, šest let v Montserratu a od roku 1935 v komunitě na ulici calle Trafalgar v Barceloně.
Měla činorodou, pilnou, obětavou povahu a tyto vlastnosti jí přinesly uznání a úctu řeholnic a studentů různých komunit a škol, ve kterých vykonávala svou službu.
Po vypuknutí Španělské občanské války a pronásledování katolické církve byly některé sestry nuceny odejít k přátelům a rodinám. V komunitě v Barceloně zůstalo jen pár sester. Dne 27. července byla matka Ramona a sestry Adelfa Soro Bó, Teresa Prats Martí, Otilia Alonso González, Ramona Perramón Vila zatčeny a odvedeny milicionáři. Pronásledovatelé je mučily a nutily vzdát se víry ale sestry odvážně odolaly.
Pod záminkou, že je vrátí zpátky do kláštera, nastoupily do nákladního vozu a odvezli na kopec Tibidabo. Následně byly všechny zastřeleny. Dnes se místo vraždy nazývá „les Monges“ a roku 1858 byl na počest sester vztyčen pomník.

## Proces blahořečení
Dne 8. ledna 1958 byl v barcelonské arcidiecézi zahájen její proces blahořečení. Do procesu byli zařazeni také dva dominikánští terciáři a 9 dominikánských sester. 
Dne 19. prosince 2005 uznal papež Benedikt XVI. jejich mučednictví. Blahořečeni byli 28. října 2007.